# Pervillaea phillipsonii
Pervillaea phillipsonii är en oleanderväxtart som beskrevs av J. Klackenberg. Pervillaea phillipsonii ingår i släktet Pervillaea och familjen oleanderväxter. Inga underarter finns listade i Catalogue of Life.